# Il treno del latte non ferma più qui
Il treno del latte non ferma più qui (The Milk Train Doesn't Stop Here Anymore) è un'opera teatrale del drammaturgo statunitense Tennessee Williams, andata in scena in prima mondiale al Festival dei Due Mondi di Spoleto nel 1962.

## Trama
Flora "Sissy" Goforth, ricchissima vedova di mezz'età che ha sepolto quattro mariti, sta morendo di cancro, una malattia che rifiuta di ammettere di avere. La donna passa le sue ultime settimane in Italia, nella Divina Costiera, dove detta le sue memorie a Blackie, il suo giovane segretario che ha da poco perso la moglie e fa del suo meglio per trovare un senso nelle parole della donna, che si medica con massicce dosi di morfina e pillole ingollate con il brandy. La solitudine della donne è interrotta dall'arrivo di Christopher Flanders, poeta mediocre ed ex giovane di bell'aspetto, in cerca di ospitalità nella lussuosa villa della donna morente. La Goforth è restia, ma quando la sua amica, la marchesa Constance Ridgeway-Condotti, nota ai più come "la strega di Capri", le rivela che Christopher è noto come "l'angelo della morte" perché tende a presentarsi a donne ricchissime a pochi passi dalla tomba, Flora riconsidera la sua posizione iniziale e dichiarando di non essere superstiziosa lo invita a restare. La Goforth si rivela una padrona di casa bizzarra e non offre al suo ospite niente da mangiare, ma durante il secondo giorno della permanenza del poeta i due cominciano a parlare delle proprie vite. Flanders ammette che effettivamente la sua vocazione è quella di facilitare il trapasso di persone che stanno morendo: Flora capisce che l'avvertimento della marchesa era corretto, ma ormai anche lei ha cominciato a morire.

## Storia degli allestimenti
Scritta durante la malattia che porterà lo storico compagno di Williams, Frank Merlo, alla morte, Il treno del latte non ferma più qui andò in scena per la prima volta nel luglio 1962 al Festival dei Due Mondi di Spoleto, dove pubblico e critica reagirono tiepidamente all'ultima fatica teatrale dell'autore. Il debutto a Broadway avvenne il 7 gennaio 1963 al Morosco Theatre, con la regia di Herbert Machiz e Hermione Baddeley nel ruolo di Flora; le recensioni furono poco favorevoli e la pièce rimase in cartellone per sole 68 repliche. Il produttore David Merrick decise di riproporre il dramma a Broadway nella stagione successiva ed il 1º gennaio 1964 Il treno del latte non ferma più qui tornò a Broadway, questa a volta al Brooks Atkinson Theatre con la regia di Tony Richardson e la musa di Williams Tallulah Bankhead nel ruolo della protagonista. Le recensioni furono ancora peggiori di quelle dell'anno precedente ed evidenziarono come la revisione del testo effettuata da Williams non avesse fatto altro che peggiorare l'opera; il revival si rivelò un clamoroso flop e chiuse dopo sole 5 rappresentazioni.
Williams revisionò ulteriormente il testo per una produzione amatoriale a San Francisco nel luglio 1965, una produzione accolta positivamente dalla critica locale. La prima londinese ebbe luogo nel 1968, mentre il dramma debuttò a Parigi il 3 febbraio 1971, riadattato da Michel Arnaud. Il drammaturgo apportò nuove modifiche al testo per una produzione austriaca che avrebbe dovuto andare in scena a Vienna con il titolo Gofoth, ma che non fu mai realizzata. Il treno del latte non ferma più qui tornò a New York nel 1987, questa volta WPA Theatre dell'Off Broadway, per la regia di Kevin Conway; Conway decise di attenersi al testo originale, adottando solo una minima parte delle revisioni successive. Il revival, interpretato da Elizabeth Ashley (Flora), Stephen McHattie (Christopher), Amanda Plummer (Frances) e Marian Seldes (Marchesa), fu accolto positivamente dalla critica, che apprezzò le scelte editoriali del regista e la rimozione di toni religiosi, oltre a considerare l'opera la migliore della produzione matura di Williams.
Nel 1997 Philip Prowse diresse un revival londinese della pièce, andato in scena al Lyric Theater Hammersmith dal 27 ottobre; la particolarità di questa produzione era che i ruoli di Flora e della Strega di Capri venivano interpretati en travesti da due uomini, rispettivamente Rupert Everett e David Foxxe. Le recensioni evidenziarono come lo stile camp della regia si prestasse bene allo stile di Williams, ma non abbastanza da rendere il revival un successo nonostante l'apprezzata performance centrale di Everett. Dal 7 gennaio al 10 aprile 2011 Il treno del latte non ferma più qui è andato in scena al Laura Pels Theatre dell'Off Broadway per la regia di Michael Wilson ed Olympia Dukakis nella parte di Flora.

## Adattamento cinematografico
Nel 1968 Williams firmò la sceneggiatura dell'adattamento cinematografico della sua pièce, La scogliera dei desideri, diretto da Joseph Losey. Elizabeth Taylor e Richard Burton interpretavano i protagonisti Flora e Christopher, mentre Noël Coward interpretava la strega di Capri.